# Beverly Pepper

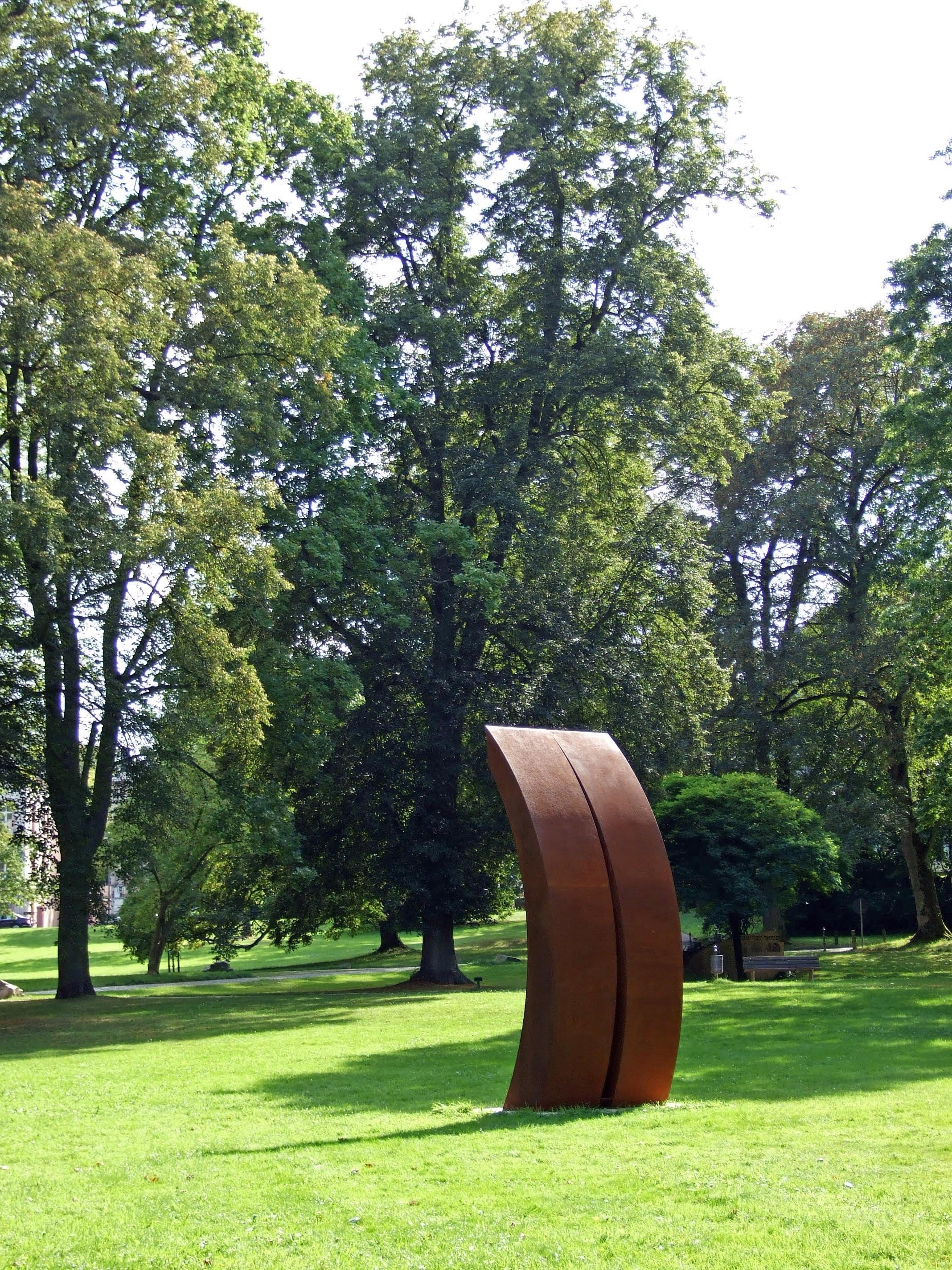
Longo Monolith, Bad Homburg

Beverly Pepper (New York, 20 december 1922 – Todi (Italië), 5 februari 2020) was een Amerikaanse kunstschilderes en beelhouwster.

## Leven en werk
Beverly Stoll, zoals zij oorspronkelijk heette, werd geboren in de New Yorkse wijk Brooklyn. Zij studeerde vanaf 1940 schilderkunst en industrieel ontwerp aan het Pratt Institute en bezocht aansluitend de Art Students League of New York. Aanvankelijk was zij werkzaam als commercieel kunstenaar, maar in 1949 ging zij naar Parijs, waar zij werkte in het atelier van Fernand Léger en André Lhote en kennismaakte met Ossip Zadkine.
In 1951 vertrok zij naar Italië, waar zij in Todi ging wonen en werken. Tot 1960 beoefende zij de schilderkunst, maar daarna ging zij zich toeleggen op de beeldhouwkunst. Vanaf 1961 werkte zij afwisselend in Italië en in de Verenigde Staten. Zij leerde zichzelf lassen en vertegenwoordigde in 1962, met de staalbeeldhouwers David Smith en Alexander Calder, Amerika bij het internationale Festival of Two Worlds in Spoleto. Zij was in 1964 de eerste kunstenaar die cortenstaal als materiaal gebruikte. In 1972 werd zij uitgenodigd voor het Amerikaanse paviljoen van de Biënnale van Venetië en in 1977 nam zij deel aan documenta 6 in de Duitse stad Kassel. Haar werk Spazio Thetis werd getoond tijdens de Biënnale van Venetië in 2009.
Beverly Pepper is bekend geworden door haar werken op het terrein van de land art, de conceptuele kunst en de installatiekunst.

## Werken (selectie)
- 1967 : Perre's Ventaglio II[3], Olympic Sculpture Park in Seattle
- 1982 : Silent Presence[4], DeCordova Sculpture Park and Museum in Lincoln (Massachusetts)
- 1982/83 : Harmonious Triad[5], University of Texas in Austin
- 1984 : Tree Spiral/Fallen Sky[6], Parc de l'Estació del Nord in Barcelona (Spanje)
- 1990 : Normanno Wedge[7], Western Washington University in Bellingham (Washington)
- 1992 : Spazio teatro Celle, Omaggio a Pietro Porcinai, Beeldenpark Villa Celle bij Pistoia (Italië)
- 1993 : Split Ritual[8], US National Arboretum, Friendship Garden in Washington D.C.
- 1993/94 : Palingenesis, Credit Suisse in Horgen (Zwitserland)
- 1999/2005 : Departure - For My Grandmother, Europos Parkas bij Vilnius (Litouwen)
- 2009 : Galileo's Wedge[9], Frederik Meijer Gardens and Sculpture Park in Grand Rapids (Michigan)